# Филатов, Василий Александрович
Василий Александрович Филатов (1888, Тифлис — 1940, Ставрополь) — эсер, делегат Всероссийского Учредительного собрания.

## Биография
Василий Филатов родился в 1888 году в Тифлисе в семье Александра Филатова, сведения о происхождении которого отсутствуют. Получив среднее образование Василий устроился рабочим.
Василий Филатов вступил в Партию социалистов-революционеров (ПСР) до 1907 года. В 1907 году он участвовал в Уральской окружной конференции ПСР. Детали его деятельности во время Первой мировой войны не известны.
После Февральской революции, в 1917 году, Василий Александрович становится гласным городской думы Златоуста. В том же году он избирается делегатом III-го съезда ПСР (май–июнь, Москва) и членом Учредительного Собрания по Уфимскому избирательному округу от эсеров и Совета крестьянских депутатов (список № 9). 5 января 1918 года Филатов стал участников знаменитого заседания-разгона Собрания.
С 1919 года Василий Филатов находился в советских тюрьмах, а в 1922 году он подписал покаянное письмо 17 эсеров Златоуста за ликвидацию ПСР. Именно Филатов открывал «Всероссийский съезд бывших рядовых членов партии эсеров» в марте 1923 года. В 1931 году он содержался в Верхнеуральской тюрьме, а в октябре 1940 года он был арестован и расстрелян в Ворошиловске (Ставропольский край).